# Tencuitor
Un tencuitor este un specialist care lucrează cu tencuială, cum ar fi formarea unui strat de tencuială pe perete interior sau tencuieli decorative pe tavane sau pereți. Procesul de creare a tencuielilor, numit tencuială, a fost folosit în construcții de secole.

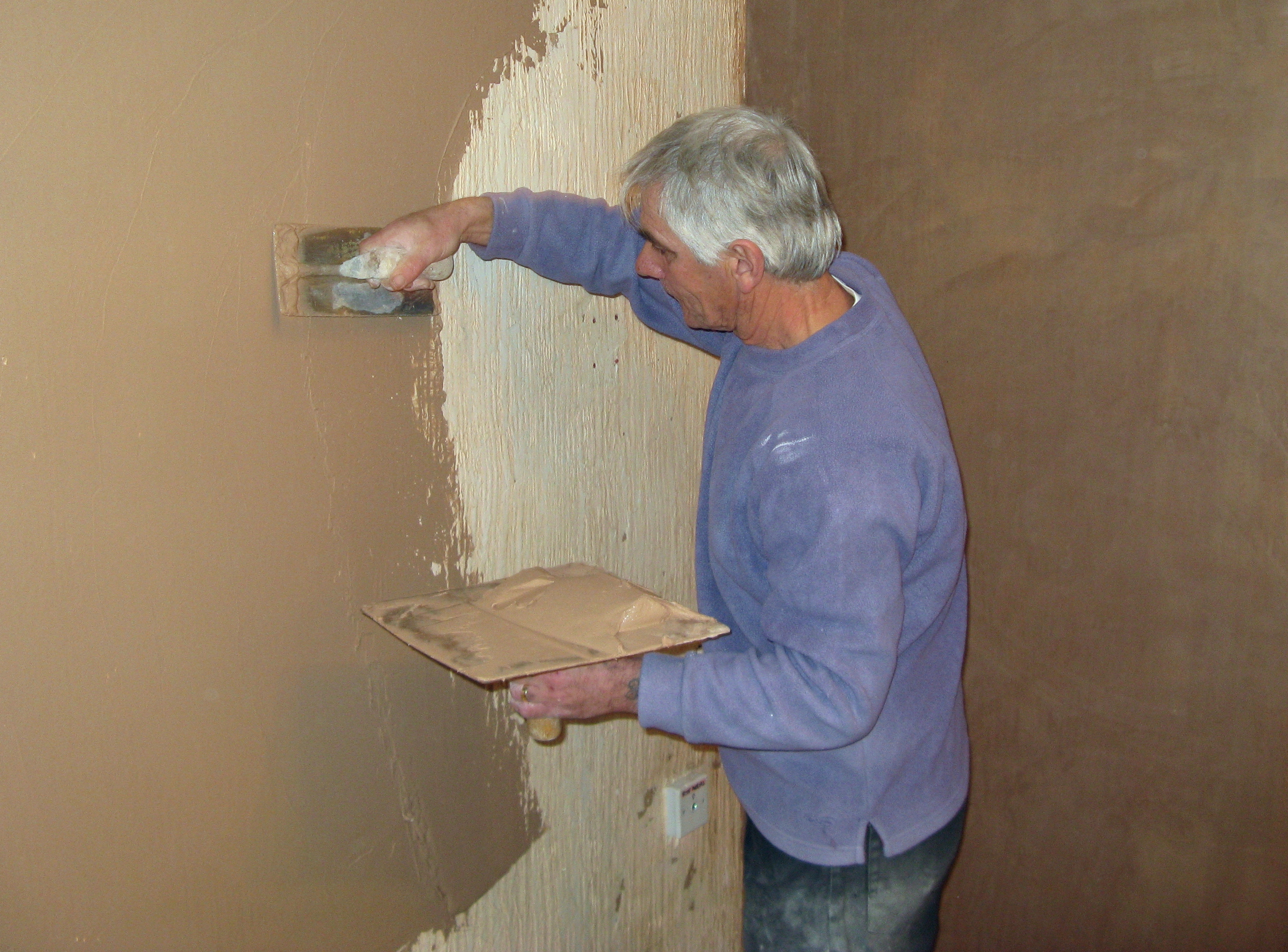
Tencuitor la muncă